# Ein Lied für Amsterdam
Ein Lied für Amsterdam war der deutsche Vorentscheid für den Eurovision Song Contest 1970 in Amsterdam (Niederlande).

## Format
Es wurden die 30 erfolgreichsten Komponisten beauftragt, zusammen mit 15 Textern und Verlegern je ein Lied für einen weiblichen und einen männlichen Interpreten zu schreiben. 50 Lieder wurden eingesandt, aus denen ein Gremium, welches aus den vier Unterhaltungschefs der ARD, vier Komponisten, die nicht am Wettbewerb teilnahmen, sowie zwei Vertretern der Plattenindustrie bestand, sechs Titel für das Finale auswählte. Die Interpreten wurden von den vier Unterhaltungschefs der ARD nominiert.
Die Beiträge wurden von den Interpreten live gesungen, zusammen mit dem Tanzorchester des Hessischen Rundfunks (HR), dirigiert von Willy Berking. Durch die Sendung führte die Moderatorin Marie-Louise Steinbauer.
Eine Jury aus sieben Experten unter Vorsitz von Hans-Otto Grünefeldt stimmte über den Titel im Vorentscheid ab. Jedes Jurymitglied konnte drei Punkte an drei verschiedene Lieder abgeben. Die drei Titel mit den höchsten Bewertungen kamen in eine finale Abstimmungsrunde, bei der jeder Experte seinen Favoriten benennen musste.
Der Jury gehörten an:
| Name            | Bekannt als                                                                                 |
| --------------- | ------------------------------------------------------------------------------------------- |
| Hanns Verres    | Viel genannter deutscher Diskjockey                                                         |
| Harald Schäfer  | Erfolgreicher Regisseur von Unterhaltungs- und Jugendsendungen im deutschen Fernsehen       |
| Lotti Ohnesorge | Langjährige Gastgeberin von Schlagersendungen                                               |
| Claudia Eder    | Fernsehansagerin und Musikstudentin mit starken Schwächen für die Popmusik                  |
| Hannes Hoff     | Fernsehunterhaltungschef des Westdeutschen Rundfunks (WDR) in Köln                          |
| Horst Wernstedt | Fernsehredakteur in der Unterhaltungsabteilung des Norddeutschen Rundfunks (NDR) in Hamburg |
| Wolfgang Penk   | Fernsehredakteur in der Unterhaltungsabteilung des Südwestfunks (SWF) in Baden-Baden        |

## Platzierungen (Erste Runde)
| Platz | Startnr. | Interpret      | Lied Musik (M) und Text (T)                                                             | Punkte |
| ----- | -------- | -------------- | --------------------------------------------------------------------------------------- | ------ |
| 1.    | 5        | Katja Ebstein  | Wunder gibt es immer wieder M: Christian Bruhn; T: Günter Loose                         | 7      |
| 2.    | 1        | Mary Roos      | Bei jedem Kuss M: Delle Haensch; T: Frank Bohlen                                        | 5      |
| 2.    | 6        | Reiner Schöne  | Allein unter Millionen M/T: Günter Sonneborn                                            | 5      |
| 4.    | 3        | Kirsti Sparboe | Pierre, der Clochard M/T: Drafi Deutscher                                               | 3      |
| 5.    | 2        | Roberto Blanco | Auf dem Kurfürstendamm sagt man „Liebe“ M: Henry Mayer; T: Georg Buschor                | 1      |
| 6.    | 4        | Peter Beil     | Blaue Augen, rote Lippen und kastanienbraunes Haar M/T: Horst Ackermann, Herbert Thusek | 0      |

### Juryvoting (Erste Runde)
| Platz | Lied                                                                                    | Hanns Verres | Harald Schäfer | Lotti Ohnesorge | Claudia Eder | Hannes Hoff | Horst Wernstedt | Wolfgang Penk | Punkte |
| ----- | --------------------------------------------------------------------------------------- | ------------ | -------------- | --------------- | ------------ | ----------- | --------------- | ------------- | ------ |
| 1.    | Wunder gibt es immer wieder M: Christian Bruhn; T: Günter Loose                         | 1            | 1              | 1               | 1            | 1           | 1               | 1             | 7      |
| 2.    | Bei jedem Kuss M: Delle Haensch; T: Frank Bohlen                                        | 1            | 1              | –               | 1            | 1           | 1               | –             | 5      |
| 2.    | Allein unter Millionen M/T: Günter Sonneborn                                            | 1            | 1              | –               | –            | 1           | 1               | 1             | 5      |
| 4.    | Pierre, der Clochard M/T: Drafi Deutscher                                               | –            | –              | 1               | 1            | –           | –               | 1             | 3      |
| 5.    | Auf dem Kurfürstendamm sagt man „Liebe“ M: Henry Mayer; T: Georg Buschor                | –            | –              | 1               | –            | –           | –               | –             | 1      |
| 6.    | Blaue Augen, rote Lippen und kastanienbraunes Haar M/T: Horst Ackermann, Herbert Thusek | –            | –              | –               | –            | –           | –               | –             | 0      |

## Platzierungen (Zweite Runde)
| Platz | Startnr. | Interpret     | Lied Musik (M) und Text (T)                                     | Punkte |
| ----- | -------- | ------------- | --------------------------------------------------------------- | ------ |
| 1.    | 2        | Katja Ebstein | Wunder gibt es immer wieder M: Christian Bruhn; T: Günter Loose | 7      |
| 2.    | 1        | Mary Roos     | Bei jedem Kuss M: Delle Haensch; T: Frank Bohlen                | 0      |
| 2.    | 3        | Reiner Schöne | Allein unter Millionen M/T: Günter Sonneborn                    | 0      |

### Juryvoting (Zweite Runde)
| Platz | Lied                                                            | Hanns Verres | Harald Schäfer | Lotti Ohnesorge | Claudia Eder | Hannes Hoff | Horst Wernstedt | Wolfgang Penk | Punkte |
| ----- | --------------------------------------------------------------- | ------------ | -------------- | --------------- | ------------ | ----------- | --------------- | ------------- | ------ |
| 1.    | Wunder gibt es immer wieder M: Christian Bruhn; T: Günter Loose | 1            | 1              | 1               | 1            | 1           | 1               | 1             | 7      |
| 2.    | Bei jedem Kuss M: Delle Haensch; T: Frank Bohlen                | –            | –              | –               | –            | –           | –               | –             | 0      |
| 2.    | Allein unter Millionen M/T: Günter Sonneborn                    | –            | –              | –               | –            | –           | –               | –             | 0      |

## Trivia
Mary Roos war Ersatz für die erkrankte Sängerin Edina Pop. Die beiden trafen beim deutschen Vorentscheid 1972 erneut aufeinander. Roberto Blanco ersetzte den Sänger Josef Laufer, der den für ihn bestimmten Titel Auf dem Kurfürstendamm sagt man „Liebe“ abgelehnt hatte. Der Sänger David Alexandre Winter war nominiert, er sagte seine Teilnahme jedoch ab und nahm in diesem Jahr für Luxemburg am Eurovision Song Contest teil. Seine Startposition ging an Peter Beil.
Kirsti Sparboe nahm bereits für Norwegen dreimal am Grand Prix teil: 1965, 1967 und 1969. Mary Roos, Reiner Schöne und Peter Beil brachten ihre Beiträge nicht auf den Markt. Katja Ebstein erreichte in Amsterdam mit dem dritten Platz die bis zu diesem Zeitpunkt beste Platzierung Deutschlands beim Grand Prix. Als Pausen-Act traten zweimal „Pan’s People“ aus London auf, unter anderem zu einem Titel der Beatles.